# Sepuh Sarkisjan
Sepuh Sarkisjan (ur. 1946 w Al-Kamiszli) – duchowny Apostolskiego Kościoła Ormiańskiego, od 1992 arcybiskup Teheranu. Sakrę otrzymał w 1992 roku.